# 이원준 (성우)
이원준(1971년 4월 20일~)은 대한민국의 성우이다.

## 출연 작품

### 애니메이션
- 《명탐정 코난》(KBS, 애니맥스) - 워커, 야마무라 마사오(정영일)
- 《파워 디지몬》(KBS) - 어른 정석, 미이라몬, 오이카와 유키오(마일도), 묘티스네오몬, 스컬사탄몬, 워그레이몬, 청룡몬
- 《디지몬 테이머즈》(KBS) - 청룡몬
- 《원피스》(KBS) - MR.4 / 풀보디 / 유다 / 하그왈.D.사우로(극장판만)
- 《유희왕 듀얼몬스터즈》(SBS) - 마리크 이슈타르
- 《로봇용사 다그온》(SBS) - 구로이와 케키(나대포)
- 《고스트 바둑왕》(KBS) - 시노다 원장(백선생)
- 《출동! 머신로보 레스큐》(챔프) - 봉, 자이로로보, 박기남
- 《포트리스》(SBS) - 디그 다그(로제 캐리)
- 《미래전사 오공》(애니맥스) - 통고
- 《스페릭스》(KBS) - 프렌
- 《달려라 바우》(KBS)
- 《크러시기어》(KBS) - 강철 아빠
- 《마법의 별 매지네이션》(SBS) - 룸바
- 《스피릿》(SBS) - 피트
- 《바이오니클》 - 마타우
- 《미래전사 런딤》(MBC)
- 《바비의 호두까기 인형》(SBS) - 대위
- 《플레이볼》(애니맥스) - 김진만
- 《마탐정 로키 라그나로크》(애니원) - 펜릴
- 《커렉터 유이》(애니원) - 홍준우
- 《호접몽》(KBS)
- 《모모》(KBS) - 보보 보이
- 《REC》(애니맥스) - 하타케타
- 《빌리의 대모험》(투니버스) - 얼콘
- 《몬스터》(투니버스) - 남자1
- 《마이씬 자메이카》(투니버스) - 리버
- 《정말 웃기는 마을》(니켈로디언)
- 《몬스터 트럭 메테오》(EBS) - 찌푸
- 《브라더 베어》 - 염소
- 《슈렉 2》(KBS) - 못난이 언니

### 게임
- 《삼국지 천명 2》 - 조운
- 《슬라이쿠퍼 1, 2》 - 슬라이
- 《진 삼국무쌍 2》 - 사마의
- 《철권 6》 - 브라이언 퓨리
- 《철권 6: 블러드라인 리벨리온》 - 브라이언 퓨리
- 《철권 태그 토너먼트 2》 - 브라이언 퓨리
- 《스트리트 파이터 X 철권》 - 브라이언 퓨리
- 《철권 레볼루션》 - 브라이언 퓨리
- 《철권 7》 - 브라이언 퓨리

### 방송
- 《도전! 골든벨》(2001년 10월 26일 107회 경북 안동고(1회 첫도전))(임시 내레이션)(KBS2)
- 《퀴즈 대한민국》(KBS1)
- 《해피 선데이》(KBS2)
- 《아침마당》(KBS1)
- 《뮤직뱅크》(KBS2)
- 《슈퍼TV 일요일은 즐거워》(KBS)
- 《톡톡 이브닝》(KBS)
- 《출발 드림팀 시즌2》(KBS)
- 《두남자쇼》(SBS)
- 《시대를 그리는 만화 100년》(SBS)
- 《한국이 보인다》(KBS)
- 《뮤직플러스》(KBS)
- 《자유선언 토요대작전》(KBS)
- 《사랑의 카네이션기행》(KBS)
- 《경제 비타민》(KBS)
- 《행복 주식회사》(MBC)
- 《라디오 여행기》(중국읽기)(KBS 제3라디오)
- 《KBS 연예대상》(KBS)
- 《개그콘서트 코미디 40주년 특집》(KBS)
- 《테마쇼 인체여행》 - 내레이션
- 《KBS 가요대상》 - 내레이션(KBS)
- 《KBS 연기대상》 - 내레이션(KBS)
- 《일밤 - 미스터리 음악쇼: 복면가왕》(MBC)
- 《보이스 트롯》 - 내레이션(MBN)
- 《투페이스》 - 내레이션(KBS)

### 인터넷
- 《그 해 여름》 - 동료(옛날방송국)
- 《울어도 좋습니까》 - 주인
- 《레인보우 살인사건》(옛날방송국) - 바텐더

### 드라마
- 《올드 미스 다이어리》(KBS)

### 영화
- 《소림축구》(KBS) - 천재 작곡가(하문소)
- 《집행자》(SBS) - 지미(피터 사스가드)
- 《스페이스 잼》(SBS) - 빌 머레이(본인) / 먹시 보그스(본인) / 기자
- 《베른의 기적》(SBS) - 헬무트 랑(사스카 고펠)
- 《어쌔신》(SBS)
- 《리쎌 웨폰 3》(SBS)
- 《더 바디》(SBS) - 하미드(마크람 코우리)
- 《텍사스 레인저》(SBS)
- 《클린》(SBS)
- 《써클》(SBS)
- 《로미오 머스트 다이》(SBS) - 로스의 비서(메튜 해리슨)
- 《소피아 로렌의 아름다운 인생》(SBS)
- 《무간도》(KBS) - 아강(두문택)
  - 《무간도2 - 혼돈의 시대》(KBS) - 아강(두문택)
  - 《무간도3 : 종극무간》(KBS) - 아강(두문택)
- 《라디오 살인사건》(KBS)
- 《택시 2》(KBS)
- 《택시 3》(KBS)
- 《왝 더 독》(KBS) - 밥 리차드슨(션 매스터슨)
- 《미믹》(KBS) - 조쉬(조쉬 브롤린)
- 《탈주자》(SBS)
- 《차이나 스트라이크 포스》(KBS) - 알렉스(왕력굉)
- 《이니셜D》(KBS) - 아무(두문택)
- 《필라델피아》(KBS) - 변호사, 펜실베니아 법대생
- 《식스티 세컨즈》(KBS) - 킵(지오바니 리비시)
- 《리멤버 타이탄》(KBS) - 보슬리(라이언 고슬링)
- 《빌리 엘리어트》(KBS) - 토니(제이미 드레이븐)
- 《반지의 제왕: 반지 원정대》(KBS) - 샘(숀 애스틴)
- 《여름연가》(KBS) - 후신 외
- 《셧 업》(SBS) - 베르너(리샤르 베리)
- 《킬 빌 2》(SBS) - 자니(유가휘) 외
- 《닥터 T》(KBS) - 랜디
- 《부메랑》(KBS)
- 《아메리칸 스플렌더》(KBS) - 배우 토비(주다 프리들랜더)
- 《킬러들의 도시》(KBS) - 지미(조던 프렌티스)
- 《공포의 종합병원》(KBS) - 헤르만(프리드쇼프 소헤임)
- 《죽음의 씨앗》(KBS)
- 《기사 윌리엄》(KBS)
- 《그 남자는 거기 없었다》(KBS)
- 《말뚝상사 빌코》(KBS)
- 《마이티 덕3》(KBS)
- 《돈벼락 맞은 사나이》(KBS) - 경마중계
- 《인공지능 하우스》(KBS) - 라이언(조슈아 보이드)
- 《포트리스》(KBS)
- 《데스페라도》(KBS)
- 《잠망경을 올려라》(KBS)
- 《제리 맥과이어》(KBS) - 채드(토드 루이소)
- 《케인호의 반란》(KBS) - 하딩 소위(제리 파리스)
- 《LA 컨피덴셜》(KBS) - 경찰(마이클 맥클리리)
- 《캘리포니아 여자》(KBS) - 스테퐁
- 《맨 인 블랙》(KBS) - 레직(패트릭 브린) / 경찰(프레드릭 렌) / 육군 소령(켄트 폴콘)
- 《블랙 호크 다운》(KBS) - 필라(대니 호치) / 스미스(찰리 호프하이머)
- 《마틴을 위한 노래》(KBS) - 에릭(클라스 달스테트)
- 《스몰 솔저》(KBS)
- 《아버지의 이름으로》(KBS)
- 《못 말리는 첩보원》(KBS)
- 《음모자》(KBS) - 윌리엄(제임스 뱃지 데일)
- 《콘택트》(KBS) - 윌리(맥스 마티니) / 내각 인원(롭 로) / 재단 직원(마이클 샤번)
- 《언터처블: 1%의 우정》(KBS) - 면접 지원자(장프랑수아 케레) / 바스티엥의 친구
- 《업 클로즈 앤 퍼스널》(KBS) - 롭 설리반(스캇 브라이스)
- 《캐리비안의 해적: 블랙 펄의 저주》(KBS) - 제임스 노링턴(잭 데이븐포트)
  - 《캐리비안의 해적: 망자의 함》(KBS) - 제임스 노링턴(잭 데이븐포트)
  - 《캐리비안의 해적: 세상의 끝에서》(KBS) - 제임스 노링턴(잭 데이븐포트)
- 《제8요일》(SBS)
- 《검은 고양이 흰 고양이》(KBS) - 그르가 작은 손자
- 《이중노출》(KBS) - 클리어리 형사(존 코스텔로)
- 《아트 오브 워》(SBS)
- 《스컬스》(KBS) - 루크(조슈아 잭슨)

### 외화
- 《스티븐 킹의 킹덤》(KBS) - 에이벨(브랜든 바우어)
- 《스필버그의 어메이징 스토리》(KBS)
- 《판관 포청천 2012》(채널A) - 유풍 / 조호
- 《스캔들》(KBS) - 데이비드(조슈아 말리나)
- 《삼국지 극장판》(CHING) - 제갈량
- 《워리어스》(KBS) - 디논(대런 케랄트)